# Scotch & Soda (trang phục)
Scotch and Soda là một công ty bán lẻ thời trang Hà Lan. Scotch & Soda là công ty tư nhân của Sun Capital Partners, Inc., Frederick Lukoff đang là CEO hiện tại.